# Shi Wen
Shi Wen (chinesisch 施文, * 1963) ist eine ehemalige chinesische Badmintonspielerin.

## Karriere
Shi Wen gewann 1986 die Malaysia Open im Dameneinzel. In der gleichen Saison war sie auch bei den Indonesia Open erfolgreich. Alle drei möglichen Titel hatte sie zuvor bei den Polish Open 1983 gewonnen.

## Sportliche Erfolge
| Veranstaltung | Saison         | Disziplin   | Platz | Name                   |
| ------------- | -------------- | ----------- | ----- | ---------------------- |
| 1983          | Polish Open    | Mixed       | 1     | Zhang Qiang / Shi Wen  |
| 1983          | Polish Open    | Damendoppel | 1     | Shi Wen / Chen Guirong |
| 1983          | Polish Open    | Dameneinzel | 1     | Shi Wen                |
| 1986          | Malaysia Open  | Dameneinzel | 1     | Shi Wen                |
| 1986          | Indonesia Open | Dameneinzel | 1     | Shi Wen                |